# Biscutella frutescens
Biscutella frutescens är en korsblommig växtart som beskrevs av Ernest Saint-Charles Cosson. Biscutella frutescens ingår i släktet Biscutella och familjen korsblommiga växter. Inga underarter finns listade i Catalogue of Life.